# António Morais
António Morais é uma aldeia de São Tomé e Príncipe, localiza-se no Distrito de Lembá, ilha de São Tomé, próxima às localidades de Manuel Morais, Cascata, Fortunato e de Rebordelo.